# Rubén Correa
Rubén David Correa Montenegro (Lima, 1941. július 25. –) válogatott perui labdarúgó, kapus.

## Pályafutása

### Klubcsapatban
1966 és 1971 között az Universitario, 1971–72-ben a Defensor Lima labdarúgója volt. Az Universitario csapatával négy bajnoki címet szerzett.

### A válogatottban
1967 és 1970 között négy alkalommal szerepelt a perui válogatottban. Részt vett az 1970-es mexikói világbajnokságon.

## Sikerei, díjai
Universitario
- Perui bajnokság
  - bajnok (4): 1966, 1967, 1969, 1971